# Čeljadinići
Čeljadinići (en cyrillique : Чељадинићи) est un village de Bosnie-Herzégovine. Il est situé dans la municipalité de Pale-Prača, dans le canton du Podrinje bosnien et dans la fédération de Bosnie-et-Herzégovine. Selon les premiers résultats du recensement bosnien de 2013, il compte 54 habitants.
Avant la guerre de Bosnie-Herzégovine, le village faisait partie de la municipalité de Pale ; après la guerre, son territoire a été rattaché à municipalité de Pale-Prača nouvellement créée et intégrée à la fédération de Bosnie-et-Herzégovine.

## Démographie

### Évolution historique de la population dans la localité
| 1948 | 1953 | 1961 | 1971 | 1981 | 1991 | 2013 |
| ---- | ---- | ---- | ---- | ---- | ---- | ---- |
| -    | -    | 186  | 170  | 160  | 86   | 54   |

|  |

### Répartition de la population par nationalités (1991)
En 1991, les 86 habitants du village étaient tous Musulmans (bosniaques).